# Nebria gregaria
Nebria gregaria är en skalbaggsart som beskrevs av Fischer. Nebria gregaria ingår i släktet Nebria och familjen jordlöpare. Inga underarter finns listade i Catalogue of Life.